# Wino musujące

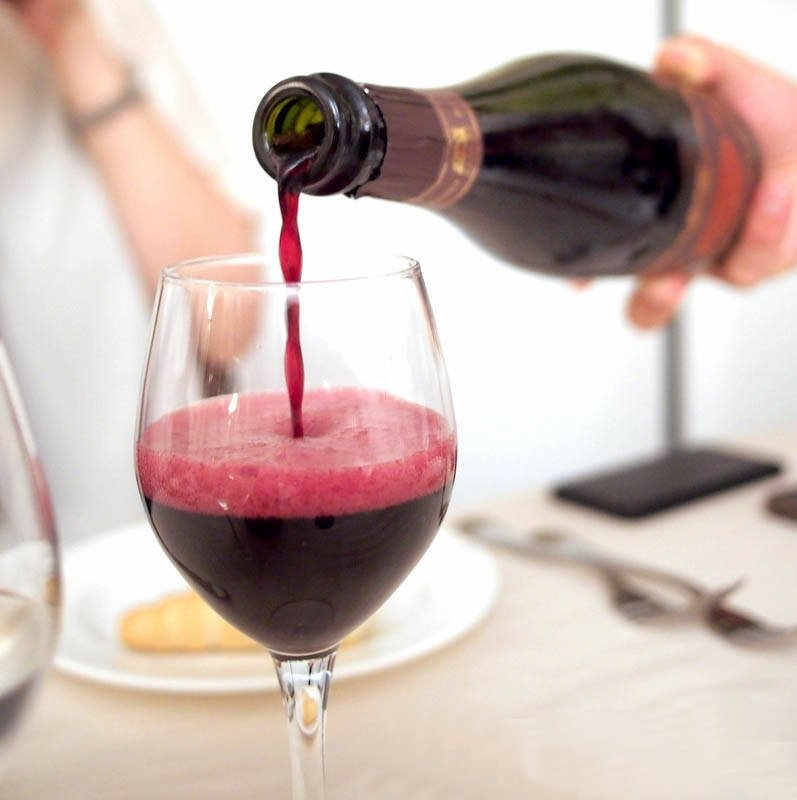
Szklanka włoskiego wina musującego lambrusco.

Wino musujące – rodzaj wina o znacznym nasyceniu dwutlenkiem węgla. W przeciwieństwie do klasycznych win, powstający w procesie fermentacji dwutlenek węgla nie uchodzi swobodnie, ale jest zatrzymywany w butelce bądź zbiorniku. Dwutlenek węgla może też być dodawany sztucznie. Najbardziej znanym rodzajem wina musującego jest szampan. Proces produkcji wina metodą szampańską opisał i przedstawił na sesji Royal Society w 1662 Christopher Merret, choć tradycja francuska przypisuje wynalazek wina musującego w latach 90. XVII wieku mnichowi znanemu jako Dom Pérignon.
W zależności od ilości piany rozróżnia się wino musujące, półmusujące (we Włoszech: frizzante) i lekko musujące (we Francji: pétillant, we Włoszech: frizzantino).
Wino musujące należy podawać w temperaturze 4,5-7 °C

## Definicje prawne
- Zgodnie z Dyrektywą Rady 92/83/EWG z dnia 19 października 1992 roku w sprawie harmonizacji struktur podatku akcyzowego od alkoholu i napojów alkoholowych, wino musujące to wszystkie produkty odpowiadające kodom CN 220410, 22042110, 22042910 oraz 2205, które znajdują się w butelkach zaopatrzonych w korek w kształcie grzybka, umocowany za pomocą węzłów lub spinek albo cechują się nadciśnieniem wynoszącym co najmniej trzy bary, spowodowanym obecnością dwutlenku węgla w roztworze oraz mają rzeczywistą zawartość alkoholu przekraczającą 1,2% obj., lecz nie przekraczającą 15% obj., pod warunkiem że cały alkohol zawarty w gotowym produkcie pochodzi wyłącznie z procesu fermentacji[7].

- Zgodnie z pierwszą polską urzędową definicją, zawartą w Rozporządzeniu Ministra Skarbu i Ministra b. Dzielnicy Pruskiej z dnia 24 listopada 1921 r. (Dz.U. z 1921 r. nr 98, poz. 711) za wina musujące uważane były wina gronowe, wina owocowe (wina z owoców i jagód), napoje zawierające wino gronowe lub owocowe o zawartości alkoholu ponad jeden (1%) procent objętości z których przy otwarciu flaszki uchodzi burząc się kwas węglowy[8].

## Wybrane rodzaje win musujących
- asti spumante (Włochy)[9]
- burnarj (Andaluzja)
- cava (Katalonia)[10]
- crémant de bourgougne (Burgundia)[11] i crémant d'alsace (Alzacja)[12]
- franciacorta (Włochy)[5][13]
- lambrusco (Włochy)
- prosecco (Włochy)
- Russkoje Igristoje (Rosja)
- Saumur AOC (Dolina Loary)[14]
- sekt (Niemcy)[15]
- Sparkling Shiraz (Australia)
- szampan